# 采尔特韦格空军基地
采尔特韦格空军基地，现在被称为欣特施托塞尔空军基地，是位于奥地利施泰尔马克州采尔特韦格附近的军用机场。它是奥地利空军的主要机场。它也曾在20世纪60年代也被用作赛车赛道。

## 赛车运动
建成于1959年，位于施泰尔马克州，将其用作赛道的想法来自于英国银石赛道的成功，这条赛道也建在机场上。然而，采尔特韦格的赛道工程师没有考虑到表面的磨蚀性。1964年一级方程式赛车在这里举办了一场大奖赛，但之后因赛道表面而移至其他地方举办。世界跑车锦标赛的采尔特韦格500千米赛后来在这里举行，直到1969年在附近地区专门建造了奥地利赛道后，该赛道被废弃。一级方程式赛车在这里的单圈记录是格雷厄姆·希尔的驾驶BRM做出的1:09.84，而历史单圈记录是1:04.820，由约·西费尔在1968年采尔特韦格500千米赛期间驾驶保时捷908做出的。